# Dada Gallotti
Dada Gallotti (eigentlich Alba Gallotti; * 8. April 1935 in Mailand) ist eine italienische Schauspielerin.

## Leben
Gallotti war eine vielbeschäftigte Schauspielerin der „zweiten Reihe“ der 1960er bis Mitte der 1970er Jahre. So spielte sie in zahlreichen Genrefilmen bürgerliche Damen, generöse Freundinnen und patente Siedlerfrauen – manchmal mit Abgrund. Danach ging ihre Filmkarriere, wie so viele ihrer weiblichen Kolleginnen nach dem 40. Lebensjahr, rasch zu Ende.
In ihrer 89 Titel umfassenden Filmografie befinden sich zahlreiche Italowestern und Komödien aus dem Decamerone-Umfeld. Gallottis' Künstlername lautete Diana Garson.

## Filme (Auswahl)
- 1961: Der Raub der Sabinerinnen (Il ratto delle Sabine)
- 1962: Achilles (L’ira di Achille)
- 1963: Die Kosaken kommen (Taras Bulba, il cosacco)
- 1964: Marco – der Unbezwingbare (Maciste alla corte dello zar)
- 1964: Samson und der Schatz der Inkas (Sansone e il tesoro degli Incas)
- 1965: Johnny West und die verwegenen 3 (Johnny West il mancino)
- 1966: Johnny Yuma (Johnny Yuma)
- 1966: Keinen Dollar für dein Leben (Un Dollaro di fuoco)
- 1967: 10.000 blutige Dollar (10.000 dollari per un massacro)
- 1967: Django – der Bastard (Per 100.000 dollari t'ammazzo)
- 1967: Die gnadenlosen Zwei (Odio per odio)
- 1967: Lola Colt… sie spuckt dem Teufel ins Gesicht (Lola Colt)
- 1967: Man stirbt nur einmal (Si muore solo una volta)
- 1968: Django – sein letzter Gruß (La vendetta è il mio perdono)
- 1968: Escalation
- 1968: Mein Leben für die Rache (Sapevano solo uccidere)
- 1968: Mein Leben hängt an einem Dollar (Dai nemici mi guardo io!)
- 1968: Lucrezia Borgia – Die Tochter des Papstes
- 1968: Der Turm der verbotenen Liebe
- 1969: Blutrache einer Geschändeten (Testa o croce)
- 1969: Flashback
- 1969: Zorro alla corte d’Inghilterra
- 1969: Zorro – Graf von Navarra (Zorro marchese di Navarra)
- 1970: Die Straße nach Salina (Road to Salina)
- 1971: 2 Trottel in der Fußball-Liga (I due maghi del pallone)
- 1972: Una bala marcada
- 1972: Djangos blutige Spur (La lunga cavalcata della vendetta)
- 1972: Un dólar de recompensa
- 1972: Ein Halleluja für Spirito Santo (Un oomo avvisato mezzo ammazzato… Parola di Spirito Santo)
- 1972: Wehe, wenn die Lust uns packt (La bella Antonia, prima Monica e poi Dimonia)
- 1973: C’era una volta questo pazzo pazzo west
- 1973: Ein Pate kommt selten allein (L'altra faccia del padrino)
- 1973: La ragazza di Via Condotti
- 1973: Zorro junior (Il figlio di Zorro)
- 1974: Der Oberst mit dem Dachschaden schlägt wieder zu (Basta con la guerra… facciamo l'amore)
- 1975: Die Bumsköpfe (L'insegnante)
- 1976: Die letzte Rechnung schreibt der Tod (Milano violenta)
- 1980: Die Bestie aus dem Weltraum (La bestia nello spazio)